# ماریا سمیونووا
ماریا سمیونووا (روسی: Марина Тимофеевна Семёнова؛ ۱۲ ژوئن ۱۹۰۸ – ۹ ژوئن ۲۰۱۰) طراح رقص و رقصنده باله اهل کشور اتحاد جماهیر شوروی سوسیالیستی بود.

## جوایز و افتخارات:
وی برندهٔ جوایزی همچون هنرمند مردمی جمهوری شوروی فدراتیو سوسیالیستی روسیه، نشان پرچم سرخ کار، نشان لنین، قهرمان کار سوسیالیست و جایزه هنرمند مردمی اتحاد جماهیر شوروی شده‌است.